# Bernard Métraux
 (mars 2018).
 (mars 2015).
Si vous disposez d'ouvrages ou d'articles de référence ou si vous connaissez des sites web de qualité traitant du thème abordé ici, merci de compléter l'article en donnant les références utiles à sa vérifiabilité et en les liant à la section « Notes et références ».
Bernard Métraux, né le 31 mai 1954 à Chambéry-le-Vieux (Savoie), est un acteur et metteur en scène français.
Comédien spécialisé dans le doublage, il est la voix française régulière de Bill Murray depuis le début des années 2000 ainsi qu'une des voix de Nick Offerman, Peter Stormare, Jeff Kober et Kevin Spacey. Il a également doublé David Caruso pour le rôle d'Horatio Caine dans la série Les Experts : Miami et Bruce Willis pour le rôle de Korben Dallas dans le film Le Cinquième Élément.
Il est la voix de Joshua Graham dans le jeu vidéo Fallout New Vegas - Honest Hearts et narre les livres Le Trône de fer.

## Biographie
Il fait ses études à Paris et découvre le théâtre au Lycée Voltaire avec Soizik Moreau au début des années 1970. Formation Philippe Avron et Claude Evrard, puis Jerzy Grotowsky à Wroclaw (Pologne). Au milieu des années 1980, tout en jouant des rôles au cinéma et au théâtre, il entame une carrière prolifique dans le doublage pour le cinéma et la télévision.

## Théâtre
- 1980 : Le Camp du Drap d'or de Rezvani, mise en scène de Guy Rétoré, théâtre de l'Est parisien
- 1981 : Tueur sans gages de Eugène Ionesco, mise en scène de Guy Rétoré, théâtre de l'Est Parisien
- 1981 : Défense d'en parler, mise en scène Bernard Bétrémieux, théâtre Présent
- 1982 : Une fille drôlement gonflée de Ray Cooney et Gene Stone, mise en scène Francis Joffo, théâtre de la Potinière
- 1982 : Comment ça va Zanni? de Pierre Trapet, Théâtre des Blancs-Manteaux
- 1983 : C'est quoi l'amour?, mise en scène Bernard Bétrémieux, théâtre de la Plaine
- 1988 : Adieu Monsieur Tchekhov de Céline Monsarrat, mise en scène Michel Papineschi et Céline Monsarrat, théâtre du Bourg-Neuf (Festival d'Avignon Off)
- 1991 : Rue du Dessous-des-Berges de Céline Monsarrat, mise en scène Agnès Boury, Festival d'Avignon
- 1994 : Le Cri du silence de Soizik Moreau, théâtre des Bouffes du Nord
- 2001 : Les Sept Vies d'Homère Petitbois de Benoit Lardière, mise en scène Paul Borne, théâtre de la Source
- 2005-2008 : Les Fourberies de Scapin de Molière, mise en scène Arnaud Denis, Lucernaire, Petit Montparnasse
- 2006-2007 : Les Revenants d'Henrik Ibsen, mise en scène Arnaud Denis, théâtre 13
- 2009 : Les Femmes savantes de Molière, mise en scène Arnaud Denis, théâtre 14 Jean-Marie Serreau
- 2013 : Roméo et Juliette de William Shakespeare, mise en scène Baptiste Belleudy, La Tour Vagabonde
- 2013-2014 : Dom Juan de Molière, mise en scène Arnaud Denis, théâtre 14 Jean-Marie Serreau, Festival de Sarlat, Noirmoutiers

## Filmographie

### Cinéma
- 1980 : Je vous aime de Claude Berri
- 1985 : Le Soulier de satin de Manoel de Oliveira
- 1988 : Bernadette de Jean Delannoy
- 2001 : Vidocq de Pitof
- 2014 : Ballade de la Vie en Rouge de Jacques Burtin
- 2014 : Confessions d'Histoire : Aliénor & Conséquences [archive] de Confessions d'Histoire [archive] : Bernard de Clairvaux
- 2015 : H2Home de Florian Villelégier
- 2016 : Silent Song de Christophe Permingeat
- 2016 : L'Étui rouge de Loran Perrin (Spécial award of Best Actor/ L.A. Shorts/ Best Actor European Film Awards) : Dom
- 2018 : As de Cœur de Markus K/Thierry Mercier
- 2018 : Sonate d'Albert de Victor Guilbaud
- 2018 : Le Livreur de Franck Métais

### Télévision
- 2007 : Fais pas ci, fais pas ça série télévisée, épisode Ce n'est qu'un au revoir : un SDF

## Doublage

### Cinéma

#### Films
- Bill Murray dans (24 films) :
  - Hamlet (2000) : Polonius
  - Lost in Translation (2003) : Bob Harris
  - Coffee and Cigarettes (2003) : Bill
  - Broken Flowers (2005) : Don Johnston
  - Adieu Cuba (2005) : l'écrivain
  - La Cité de l'ombre (2008) : Maire Cole
  - The Limits of Control (2009) : Américain
  - Bienvenue à Zombieland (2009) : Bill Murray
  - Passion Play (2011) : Happy Shannon
  - Moonrise Kingdom (2012) : Walt Bishop
  - The Grand Budapest Hotel (2014) : M. Ivan
  - Monuments Men (2014) : Richard Campbell
  - Dumb and Dumber De (2014) : Ice Pick
  - Rock the Kasbah (2015) : Richie Lanz
  - SOS Fantômes (2016) : professeur Martin Heiss
  - The Dead Don't Die (2019) : Cliff Robertson
  - Retour à Zombieland (2019) : Bill Murray
  - On the Rocks (2020) : Felix
  - The French Dispatch (2021) : Arthur Howitzer Jr.
  - SOS Fantômes : L'Héritage (2021) : Dr Peter Venkman
  - The Greatest Beer Run Ever (2022) : le colonel
  - Ant-Man et la Guêpe : Quantumania (2023) : Lord Krylar
  - SOS Fantômes : La Menace de glace (2024) : Dr Peter Venkman
  - The Phoenician Scheme (2025) : Dieu

- Nick Offerman dans (6 films) :
  - Le Fondateur (2016) : Richard « Dick » McDonald
  - The Hero (2017) : Jeremy Gel
  - Lucy in the Sky (2019) : Dr Will Plimpton
  - Dumb Money (2023) : Ken Griffin
  - Civil War (2024) : le président des États-Unis
  - Mission: Impossible - The Final Reckoning (2025) : le général Sydney

- Peter Stormare dans (4 films) :
  - Fargo (1996) : Gaear Grimsrud
  - 8 millimètres (1999) : Dino Velvet
  - Lock Out (2012) : Scott Langral
  - 22 Jump Street (2014) : « le fantôme »

- Kevin Spacey dans (4 films) :
  - American Beauty (1999) : Lester Burnham
  - Terre Neuve (2002) : Quoyle
  - The United States of Leland (2003) : Albert T. Fitzgerald
  - Edison (2006) : Levon Wallace

- Keith Allen dans :
  - Trainspotting (1996) : le dealer
  - Eddie the Eagle (2016) : Terry Edwards
  - Kingsman : Le Cercle d'or (2017) : Charles

- Liam Neeson dans : 
  - En toute bonne foi (1992) : Will, le shérif
  - Mafia parano (2000) : Charles « Charlie » Mayeaux

- Bill Pullman dans :
  - Sommersby (1993) : Orin Meecham
  - You Kill Me (2007) : Dave

- Bruce Willis dans :
  - Le Cinquième Élément (1997) : Korben Dallas
  - Une vie à deux (1999) : Ben Jordan

- James Gandolfini dans :
  - Le Mexicain (2001) : Winston Baldry
  - Le Dernier Château (2001) : le colonel Winter

- John Carroll Lynch dans :
  - Gothika (2003) : le shérif Ryan
  - Lady Vegas : Les Mémoires d'une joueuse (2012) : Dave Greenberg

- Luis Guzmán dans :
  - Service non compris (2005) : Raddimus
  - Le Dernier Rempart (2013) : Mike Figuerola

- Scott Patterson dans :
  - Saw IV (2007) : l'agent Strahm
  - Saw V (2008) : l'agent Strahm

- 1942[1] : Fantômes déchaînés : Doc Lake (Don Costello)
- 1946[2] : Cape et poignard : Pinkie (Robert Alda)
- 1966[3] : Le Bon, la brute et le truand : le capitaine alcoolique Clinton (Aldo Giuffré)
- 1969[4] : Au service secret de Sa Majesté : Ernst Stavro Blofeld (Telly Savalas)
- 1977[5] : La Fièvre du samedi soir : le client de la boutique de peinture (Robert Costanzo)
- 1977[6] : Rencontres du troisième type : David Laughlin (Bob Balaban)
- 1979[7] : Star Trek, le film : le lieutenant-commandant Pavel Chekov (Walter Koenig)
- 1985[8] : Police Story : Tom Ku (Chu Yuan)
- 1988 : Piège de cristal : Karl Vreski (Alexander Godunov)
- 1988 : Split Decisions : Julian « Snake » Pedroza (Eddie Velez)
- 1993 : État second : le jeune homme ( ? )
- 1994 : Léon : Malky (Peter Appel)
- 1994 : Wayne's World 2 : Del Preston (Ralph Brown)
- 1994 : Les Patriotes : le troisième olivier israélien (Vitali Vasilikov) et l'américain à l'hôtel de Tel Aviv (Jack Widerker)
- 1995 : Une journée en enfer : Targo (Nick Wyman)
- 1995 : Ça tourne à Manhattan : Jeff ( ? )
- 1996 : Rock : le capitaine Hendrix (John C. McGinley)
- 1996 : Une folle équipée : Jerry (John Trench)
- 1997 : Turbulences à 30000 pieds : Matt Powell (J. Kenneth Campbell)
- 1997 : Anaconda, le prédateur : Warren Westridge (Jonathan Hyde)
- 1997 : Volte-face : Dietrich Hassler (Nick Cassavetes)
- 1997 : Air Force One : le commentateur du match ( ? ), un soldat au treuil (David Permenter)
- 1997 : Sans foi ni loi : l'agent Adams (James Kidnie)
- 1997 : À armes égales : le sergent-instructeur Max Pyro (Kevin Gage)
- 1997 : L'Associé du diable : Alexander Cullen (Craig T. Nelson)
- 1997 : Le Chacal : un agent de la CIA (Dan Ziskie)
- 1997 : Anna Karénine : Lévine (Alfred Molina)
- 1998 : Blues Brothers 2000 : lui-même (Steve Cropper)
- 1998 : Louis & Frank : le premier travesti ( ? )
- 1998 : The Big Lebowski : le policier d'Auto Circus (Mike Gomez)
- 1999 : La Carte du cœur : Hugh (Dennis Quaid)
- 1999 : Mickey les yeux bleus : Al (Vincent Pastore)
- 2001 : Training Day : Smiley (Cliff Curtis)
- 2001 : L'Amour extra-large : lui-même (Anthony Robbins)
- 2001 : Impostor : le major Hathaway (Vincent D'Onofrio)
- 2001 : Le Mexicain : Leroy (Sherman Augustus)
- 2002 : La Danse de l'oubli : Agustín Rejas (Javier Bardem)
- 2002 : La Prophétie des ombres : Alexander Leek (Alan Bates)
- 2002 : Cypher : Callaway (Timothy Webber)
- 2002 : Adaptation : John Laroche (Chris Cooper)
- 2003 : La Ligue des gentlemen extraordinaires : Pr James « M » Moriarty (Richard Roxburgh)
- 2003 : S.W.A.T. unité d'élite : le capitaine Thomas Fuller (Larry Poindexter)
- 2003 : Un homme à part : Pomona Joe (Jeff Kober)
- 2003 : Président par accident : Martin Geller (Dylan Baker)
- 2004 : Alamo : le propriétaire du magasin (John S. Davies)
- 2004 : Night Watch : Siméon (Alekseï Maklakov)
- 2005 : L'Affaire Josey Aimes : Lattavansky (Brad William Henke)
- 2005 : L'Interprète : Charlie Russel (David Zayas)
- 2006 : Hood of Horror : Jersey (Dallas Page)
- 2006 : Déjà vu : M. Kuchever (Enrique Castillo)
- 2006 : Les Fantômes de Goya : Napoléon Ier (Craig Stevenson)
- 2007 : Mariage Express : le shérif (Jay O. Sanders)
- 2007 : American Gangster : le détective Trupo (Josh Brolin)
- 2007 : American Pie présente : Campus en folie : Harry Stifler (Christopher McDonald)
- 2007 : Hostel, chapitre II : Todd (Richard Burgi)
- 2008 : Doomsday : Kane (Malcolm McDowell)
- 2008 : Mensonges d'État : Holiday (Michael Gaston)
- 2009 : La Proposition : Bob Spaulding (Aasif Mandvi)
- 2009 : Blood: The Last Vampire : le général Mckee (Larry Lamb)
- 2009 : Détour mortel 3 : Chavez (Tamer Hassan)
- 2010 : Date limite : le garde de la frontière Ramon Muñoz (Paul Renteria)
- 2011 : Le Pacte : le lieutenant Durgan (Xander Berkeley)
- 2011 : Transformers 3 : La Face cachée de la Lune : Soundwave, Shockwave et Barricade (Frank Welker)
- 2011 : World Invasion: Battle Los Angeles : voix additionnelles
- 2011 : Échange standard : Valtan (Craig Bierko)
- 2011 : Le Sang des Templiers : Gil Beckett (Jason Flemyng)
- 2012 : Django Unchained : le shérif Gus (Lee Horsley)
- 2013 : Homefront : le chef de la D.E.A (Lance E. Nichols)
- 2014 : American Sniper : le lieutenant colonel Jones (Chance Kelly)
- 2014 : American Nightmare 2: Anarchy : Big Daddy (Jack Conley)
- 2014 : The Rover : Colin (Jamie Fallon)
- 2015 : Survivor : Bill Tallbot (Robert Forster)
- 2015 : Les dossiers secrets du Vatican : Roger (Dougray Scott)
- 2015 : Legend : Angelo Bruno (Chazz Palminteri)
- 2017 : Star Wars, épisode VIII : Les Derniers Jedi : voix additionnelles
- 2018 : Downsizing : Dr Jorgen Asbjørnsen (Rolf Lassgård)
- 2018 : Pentagon Papers : voix additionnelles
- 2018 : Ma vie avec John F. Donovan : le présentateur du show TV (Rob Baker)
- 2019 : Native Son : Mr Dalton (Bill Camp)
- 2020 : Le Mariage de Rosa : ? ( ? )
- 2021 : Fou de toi : Saúl (Luis Zahera)
- 2021 : Next Door : Bruno (Peter Kurth)
- 2022 : L'Emprise du démon : Saul (Allan Corduner)
- 2023 : Sayen (es) : Lira (Alejandro Trejo (es))
- 2023 : Tetris : Robert Maxwell (Roger Allam)
- 2023 : Magic Mike : Dernière Danse : Victor (Ayub Khan Din (en))
- 2023 : Invitation à un assassinat (it) : Carlos (Pedro Damián)
- 2024 : Shirley : George Wallace (W. Earl Brown)
- 2024 : Horizon : Une saga américaine, chapitre 1 : Tracker (Jeff Fahey)

#### Films d'animation
- 1978[n 1] : La Folle Escapade : Noisette
- 1993 : David Copperfield : M. Micawber
- 1998 : 1 001 Pattes : M. Somme
- 2002 : La Barbe du roi : Jasper
- 2003 : Le Monde de Nemo : le chef poisson-lune
- 2003 : La Famille Delajungle, le film : le shaman
- 2003 : Sinbad : La Légende des sept mers : voix additionnelles
- 2005 : Vaillant, pigeon de combat ! : le sergent Mortimer Monty
- 2005 : Tom et Jerry : Destination Mars : Buzz
- 2005 : Tom et Jerry : La Course de l'année : Buzz
- 2006 : Astérix et les Vikings : Ordralfabétix / Unhygienix
- 2006[n 2] : Superman: Brainiac Attacks : Brainiac
- 2006 : Tom et Jerry et la Chasse au trésor : Paul et le narrateur
- 2006 : Happy Feet : le chef Skua
- 2008 : Les Rebelles de la forêt 2 : M. Saucisse
- 2008 : Niko, le petit renne : le chef des rennes
- 2009 : Blood: The Last Vampire : le général Mckee
- 2010 : Ploddy, la voiture électrique mène l'enquête : le commandant
- 2010 : Planète Hulk : Beta Ray Bill
- 2010 : Les Rebelles de la forêt 3 : M. Saucisse
- 2011 : Un monstre à Paris : le crieur de journaux, le mari
- 2012 : L'Âge de glace 4 : La Dérive des continents : Tonton Fungus[n 3]
- 2013 : Khumba : Aigle noir
- 2013 : Superman contre Brainiac : Brainiac
- 2014 : Le Prophète : le sergent[n 4]
- 2015 : Tom et Jerry : Mission espionnage : Race Bannon
- 2016 : Zootopie : Doug
- 2018 : L'Île aux chiens : Igor[n 5]
- 2018 : Les Lèvres gercées : le proviseur (court-métrage)
- 2018 : Hôtel Transylvanie 3 : Des vacances monstrueuses : l'équipage poissons au Triangle des Bermudes
- 2019 : Batman vs. Teenage Mutant Ninja Turtles : Ra's al Ghul
- 2021 : The Witcher : Le Cauchemar du Loup : le noble dont la femme est possédée
- 2021 : Injustice : Ra's al Ghul
- 2023 : Lupin III vs. Cat's Eye : Michael
- 2025 : The Witcher : Les Sirènes des abysses : le roi Usveldt
- 2025 : Batman Ninja vs. Les Yakuzas : Ra's Al Ghul

### Télévision

#### Téléfilms
- Shaun Johnston dans :
  - Le Miracle du cœur (2005) : Tucker Bennett
  - Comme une ombre dans la nuit (2007) : Han Bodeen

- Armin Rohde dans :
  - Le Flic et l'indic (2019) : Fredo Schulz
  - Un bon flic : Les morts ne parlent plus (2020) : Fredo Schulz

- 1988 : Les Prêcheurs du mensonge : Eric (Denton Young)
- 1990 : Il est revenu : Stanley « Stan » Uris (Richard Masur) - 1er doublage
- 1995 : Sahara : ? (?)
- 1996 : Sans pardon : Milton Stella (Kevin Dunn)
- 1996 : Opération Alf : Dexter Moyers (Miguel Ferrer)
- 1997 : Asteroïde : Points d'impact : Adam Marquez (Carlos Gómez)
- 1997 : En service commandé : Pour un instant de gloire : Jeff Erickson (Bruce Campbell)
- 1998 : Dangereuse obsession : Ron Michaels (Timothy Carhart)
- 1999 : Noir comme l'amour : Bobby Benedetto (Anthony LaPaglia)
- 1999 : Time Served : Mister D (Bo Hopkins)
- 1999 : L'Affaire Noah Dearborn : Robert Murphy (John Bedford Lloyd)
- 2001 : Traque sans répit : Avery (Mark Caven)
- 2001 : Conspiration : Georg Leibbrandt (Ewan Stewart)
- 2002 : Mary Higgins Clark : Tu m'appartiens : Aidan Masters (Barclay Hope)
- 2002 : Le Projet Laramie : Rob Debree (Clancy Brown)
- 2003 : Hitler : La Naissance du mal : Ernst Röhm (Peter Stormare)
- 2003 : Face à son destin : Nick Gradwell (Nigel Bennett)
- 2005 : Jesse Stone : En l'absence de preuve : Joe Marino (Tony De Santis)
- 2008 : Mariage par correspondance : Tom Rourke (Greg Evigan)
- 2014 : Joyeux Noël Grumpy Cat ! : George (Daniel Roebuck)
- 2015 : Une vie secrète : Dr McCann (Lester Purry)
- 2016 : Le Temps d'un Noël : Tobias Cook (Tom Skerritt)
- 2017 : Noël en trois actes : Dennis Yates (Murray Furrow)
- 2017 : The Wizard of Lies : ? (?)
- 2023 : Coup de foudre pour le fils du père Noël : le père Noël (Andrew Jackson)

#### Séries télévisées
- Jeff Kober dans (7 séries) :
  - Sons of Anarchy (2009-2013) : Jacob Hale, Jr. (18 épisodes)
  - New Girl (2012) : Remy (saison 1, épisodes 12 et 24 puis saison 2, épisode 10)
  - The Walking Dead (2014) : Joe (4 épisodes)
  - NCIS : Nouvelle-Orléans (2014) : Brick Myers (saison 1, épisode 9)
  - Shameless (2016) : Jupiter (saison 6, épisodes 9 et 10)
  - Timeless (2016) : Davy Crockett (saison 1, épisode 5)
  - NCIS : Los Angeles (2017-2022) : Harris Keane (9 épisodes)

- Nick Offerman dans (4 séries) :
  - Parks and Recreation (2009-2015) : Ron Swanson (en) (123 épisodes)
  - Brooklyn Nine-Nine (2015) : Frederick (saison 3, épisode 8)
  - Fargo (2015) : Karl Weathers (saison 2)
  - Life in Pieces (2016) : Spencer (saison 2, épisode 1)

- David Caruso dans :
  - Les Experts (2002) : le lieutenant Horatio Caine (saison 2, épisode 22)
  - Les Experts : Miami (2002-2012) : le lieutenant Horatio Caine (232 épisodes)
  - Les Experts : Manhattan (2005) : le lieutenant Horatio Caine (saison 2, épisode 7)

- Angus Macfadyen dans :
  - Californication (2008) : Julian (saison 2)
  - Lie to Me (2010) : Jimmy Doyle (saison 2, épisode 12)
  - Chuck (2012) : Nicholas Quinn (saison 5)

- Bill Murray dans :
  - Olive Kitteridge (2014) : Jack Kennison (mini-série)
  - Angie Tribeca (2016) : Vic Deakins (saison 1, épisode 7)
  - Vice Principals (2016) : le principal Welles (saison 1, épisode 1)

- Michael Harney dans :
  - New York Police Blues (1993-1996) : l'inspecteur Mike Roberts (1re voix, saisons 1 à 3)
  - For All Mankind (2019) : Jack Broadstreet (saison 1)

- Tommy Chong dans :
  - That '70s Show (1999-2006) : Leo Chingkwake (65 épisodes)
  - That '90s Show (2023) : Leo Chingkwake (saison 1, épisodes 2 et 9)

- Adam Arkin dans :
  - Monk (2002) : Dale « La Baleine » Biederbeck (saison 1, épisode 4)
  - Boston Justice (2006) : Douglas Kupfer (saison 2, 3 épisodes)

- Daniel Roebuck dans :
  - Monk (2005) : Larry Zwibell (saison 4, épisode 5)
  - Bones (2008) : George Francis (saison 3, épisode 11)

- Pasha D. Lychnikoff dans :
  - Chuck (2008) : Victor Federov (saison 1, épisode 12)
  - Lie to Me (2009) : Jones (saison 2, épisode 5)

- Kevin McNally dans : 
  - Supernatural (2011-2012) : Frank Devereaux (4 épisodes)
  - Downton Abbey (2011-2012) : Horace Bryant (3 épisodes)

- Francis Magee dans :
  - La Bible (2013) : Saül (mini-série)
  - The Frankenstein Chronicles (2017) : Spence (saison 2)

- Peter Mensah dans :
  - Sleepy Hollow (2015-2016) : l'Homme caché (saison 3)
  - Marvel : Les Agents du SHIELD (2018) : Qovas (saison 5)

- 1994 : X-Files : Aux frontières du réel : Duane Barry (Steve Railsback) (saison 2, épisodes 5 et 6)
- 1994-1995 : Hartley, cœurs à vif : Bill Southgate (Tony Martin)
- 1996-2012 : Les Feux de l'amour : Dr Timothy « Tim » Reid (Aaron Lustig) (58 épisodes)
- 1997-1998 : Dr Quinn, femme médecin : Daniel Simon (John Schneider)
- 1998-1999 : Buffy contre les vampires : M. Platt (Phill Lewis) (saison 3, épisode 4) et M. Trick (K. Todd Freeman)
- 1998-1999 : Star Trek: Deep Space Nine : Vic Fontaine (James Darren) (8 épisodes)
- 1998-2007 : Le Dernier Témoin : le commissaire Johannes « Joe » Hoffer (Jörg Gudzuhn)
- 1999 : V.I.P. : Ronald Zane (Richard Lewis) (saison 2, épisode 3)
- 2001 : Le Clown : le responsable des opérations de la SEK (Peter Patten) (saison 6, épisode 6)
- 2001 : Les Anges du bonheur : Dr Brad Renslow (James Eckhouse) (saison 7, épisode 22)
- 2002 : Mysterious Ways : Les Chemins de l'étrange : le révérend James Cole (Winston Rekert) (saison 2, épisode 19)
- 2003 : Washington Police : Matthew Kendon (Geoff Pierson) (saison 3, épisode 12)
- 2003-2006 : The Shield : Smith (Vincent Foster) (saison 2, épisode 2), Udel (Christopher Shea) (saison 2, épisode 8) et Gilbos Arkelian (Ammar Daraiseh) (saison 5, épisode 11)
- 2004 : 24 Heures chrono : Alan Milliken (Albert Hall)
- 2005 : Cold Case : Affaires classées : Bud (Harry Johnson) (saison 2, épisode 14)
- 2005 : Les Rois maudits : ? ( ? ) (mini-série)
- 2006 : Femmes de footballeurs : Garry Ryan (Nicholas Ball (en))
- 2006-2008 : Esprits criminels : Henry Davin (Frank Ashmore) (saison 2, épisode 3) / Dr Emory Cooke (Gary Werntz) (saison 2, épisode 8) / l'inspecteur Franck Yarbough (Michael O'Neill) (saison 3, épisode 6) et Chester Hardwick (Michael Shamus Wiles) (saison 3, épisode 14)
- 2007-2008 : Life : Jack Reese (Victor Rivers)
- 2007-2012 : The Killing : Lennart Brix (Morten Suurballe)
- 2008 : Monk : Dale Biederbeck (Ray Porter) (saison 6, épisode 16)
- 2008 : True Blood : le révérend Theodore Newlin (Randy Oglesby (en)) (saison 1, épisode 2)
- 2009 : Robin des Bois : Thornton (Nicholas Gleaves) (saison 3, épisode 9)
- 2009 : Mentalist : Asher MacLean (Clayton Rohner) (saison 1, épisode 22)
- 2009-2010 : Kenny Powers : Clegg (Ben Best) (8 épisodes)
- 2009-2011 : Bored to Death : Howard Baker (Patton Oswalt) (4 épisodes)
- 2010 : Drop Dead Diva : Gus Melvoy (David Clyde Carr) (saison 2, épisode 1)
- 2010-2020 : New York, unité spéciale : John Buchanan (Delaney Williams) (14 épisodes)
- 2011 : De grandes espérances : Abel Magwitch (Ray Winstone) (mini-série)
- 2011 : Game of Thrones : Illyrio Mopatis (Roger Allam)
- 2011 : Criminal Minds: Suspect Behavior : Richard Stahl (French Stewart) (saison 1, épisode 13)
- 2011 : Bones : Warren Erickson (Kip Gilman) (saison 6, épisode 14)
- 2011 : Falling Skies : le lieutenant Terry Clayton (Henry Czerny)
- 2012 : The Spiral : Juha Virtanen (Tommi Korpela)
- 2012 : Double Jeu : Schorsch Bichler (Michael Greiling) (1re voix, épisode 19)
- 2012-2015 : Major Crimes : James Corbett (Erich Anderson) (1re voix) et le parrain de Tate (Brian McNamara) (saison 4, épisode 6)
- 2013 : Hemlock Grove : Francis Pullman (Ted Dykstra)
- 2013 : Body of Proof : Gerry Roberts (Christopher McDonald) (saison 3, épisode 9)
- 2013 : Le Quatrième Homme : Lars Martin Johansson (Rolf Lassgård)
- 2014 : Crisis : Delman Birch (Wade Williams)
- 2014-2015 : Supernatural : Cain (Timothy Omundson) (3 épisodes)
- 2014-2015 : Flash : le général Wade Eiling (Clancy Brown)
- 2015 : Ray Donovan : le gouverneur Vérona (Skipp Sudduth)
- 2015 : Chicago Fire : le chef Ray Riddle (Fredric Lehne)
- 2015-2019 : Ballers : Brett Anderson (Richard Schiff) (26 épisodes)
- 2016 : The Night Of : Dennis Box (Bill Camp) (mini-série)
- 2016-2018 : Scorpion : Dr Cecil P. Rizzuto (Penn Jillette) (4 épisodes)
- 2016-2019 : Speechless : Kenneth Clements (Cedric Yarbrough)
- 2017 : Scorpion : Maddox (Kevin Gage) (saison 3, épisode 11)
- 2017 : Braquage à la suédoise (sv) : Stellan (Peter Carlberg (sv))
- 2017-2022 : This Is Us : Stanley Pearson (Peter Onorati) (12 épisodes)
- 2018 : The First : le sénateur Thibodeaux (John McConnell)
- 2018 : 12 Monkeys : Nicodemus (Ben Cross)
- 2018-2019 : Goliath : Fossette au menton (Paul Ben-Victor) (3 épisodes)
- 2019-2021 : Pose : Manhattan (André Ward) (8 épisodes)
- 2022 : The Righteous Gemstones : Glendon Marsh (Wayne Duvall) (saison 2)
- 2022 : La Nuit où Laurier Gaudreault s'est réveillé : Jean (Henri Chassé) (mini-série)
- 2023 : Vikings: Valhalla : le Voyant (John Kavanagh) (2e voix, saison 2)
- 2023 : Lucky Hank (en) : Dickie Pope (Kyle MacLachlan)
- 2023 : Feedback (pl) : Bugajski (Szymon Kuśmider (pl))
- 2024 : Avatar, le dernier maître de l'air : Wan Shi Tong (Randall Duk Kim)
- 2024 : Bodkin (en) : le sergent Power (Denis Conway (en))
- depuis 2024 : Docteur Odyssey : le capitaine Robert Massey (Don Johnson)
- 2025 : L'Éternaute : Alfredo « Tano » Favalli (César Troncoso (es)) (mini-série)

#### Séries d'animation
- Archer : un kidnappeur
- Tom et Jerry : le narrateur (doublage récent), voix additionnelles
- 1991 : La Compète[9] : Carlo et Bob
- 1996-1999 : Animutants : Vélocitor et Scorpinor
- 1996-1999 : Superman, l'Ange de Metropolis : l’Inspecteur Kurt Bowman, Docteur Teng, Julian Frey, Karkull, John Henry Irons (1re voix), Wally West / Flash, Ra's al Ghul et voix additionnelles
- 1997 : La Légende de Calamity Jane : Wild Bill Hickok
- 1997-1997 : Extrême Ghostbusters : Peter Venkman
- depuis 1997 : Looney Tunes : le narrateur / l'annonceur
- 2000-2006 : Hamtaro : Hamiral
- 2003 : Duck Dodgers : Star Johnson, Tom Jones, Brian Wilson, Long John Silver, Lobotomas, le président du cosmos et voix additionnelles
- 2006-2008 : Tom et Jerry Tales : Spike et voix additionnelles
- 2008-2009 : Spectacular Spider-Man : Montana / Shocker
- 2010-2011 : Captain Biceps : Le Président
- 2013-2014 : Prenez garde à Batman ! : Simon Stagg, Anarky, Silver Monkey et voix additionnelles
- 2014 : Super 4 : Barbe de Requin
- 2016-2018 : La Ligue des justiciers : Action : Brainiac
- 2016-2018 : Skylanders Academy : Strykore / Snapshot
- 2017 : Samouraï Jack : Aku (3e voix, saison 5)
- 2018 : Sword Gai: The Animation : Amon Ogata
- 2021 : Les Kassos : Homer Simpson (voix originale - saison 5)
- depuis 2022 : La Légende de Vox Machina : le professeur Anders
- 2023 : Beavis et Butt-Head : voix additionnelles
- 2024 : Twilight of the Gods : Andvari[n 6]
- 2025 : Devil May Cry (en) : Baines[n 7]

### Jeux vidéo
- 2001 : Les Aventures de Millie dans le chêne : Ludovic Lombric, Eugène Dubois et Justin Crétin
- 2003 : Le Monde de Nemo : le chef poisson-lune
- 2004 : Les Aventures du Petit Corbeau : Le Tricycle d'Eddie : Eddie, Taupe, Sanglier et Lièvre
- 2005 : Kingdom Hearts 2 : DiZ et Ansem le Sage
- 2006 : Gothic 3 : ?
- 2007 : Guild Wars: Eye of the North : Pyre Fiertir
- 2007 : Pirates des Caraïbes : Jusqu'au bout du monde : le capitaine Edward Teach / Barbe Noire
- 2009 : Warhammer 40,000: Dawn of War II : le capitaine Gabriel Angelos
- 2009 : Brütal Legend : un membre de l'équipe technique d'Eddie
- 2009 : League of Legends : Urgot
- 2009 : Transformers : La Revanche : voix additionnelles
- 2010 : Fallout New Vegas : Joshua Graham et l'homme brûlé (DLC : Honest Hearts)
- 2010 : Heavy Rain : le capitaine Perry, le garagiste et le clown
- 2010 : Mafia II : Frank Vinci
- 2010 : Transformers : La Guerre pour Cybertron : Skywarp et voix additionnelles
- 2011 : Infamous 2 : Rosco Laroche
- 2011 : Star Wars: The Old Republic : le commandant en chef Rans
- 2011 : Transformers 3 : La Face cachée de la Lune : Wheeljack et voix additionnelles
- 2011 : Alice : Retour au pays de la folie : le gardien de prison et le lièvre de Mars
- 2012 : Dishonored : les officiers de la garde
- 2012 : Borderlands 2 : le marchand d'sable (DLC : Le Capitaine Scarlett et son Butin de Pirate)
- 2012 : Diablo III : Imperius
- 2012 : World of Warcraft : Chen Brune-d’Orage
- 2013 : Disney Infinity : l'empereur Palpatine
- 2013 : Metro: Last Light : voix additionnelles
- 2014 : Thief : Orion/Aldous
- 2014 : La Terre du Milieu : L'Ombre du Mordor : le Marteau de Sauron
- 2015 : Star Wars Battlefront : l'amiral (DLC : Rogue One: VR Mission)
- 2015 : Heroes of the Storm : Chen
- 2015 : Anno 2205 : Nic Papadakis
- 2017 : Horizon Zero Dawn : Resh
- 2017 : Assassin's Creed Origins : Khamet le rebelle et voix additionnelles
- 2018 : Far Cry 5 : Richard « Dutch » Roosvelt
- 2020 : Final Fantasy VII Remake : le président Shinra
- 2023 : Resident Evil 4 : le marchand
- 2023 : Assassin's Creed Mirage : Dervis et voix additionnelles

### Documentaires
- CIA : guerres secrètes (2003) : voix off
- 2013-2017 : Le Convoi de l'extrême : Art Burke (saisons 7 à 11)
- 2022 : Une vérité enfouie : la disparition de Birgit Meier (Netflix) : Wolfgang Sielaff

### Publicités
- La Mutuelle Générale
- Grant's
- Maggi (avec Céline Monsarrat)
- Dacia Sandero
- Le Rustique
- Booking.com
- Midas
- MSC Croisières
- McDonald's
- Stihl

### YouTube
- La Boucherie éthique des Parasites (voix off)[10]
- Confessions d'Histoire : Aliénor & Conséquences de Confessions d'Histoire : Bernard de Clairvaux

### Audio-livres
- Van Gogh, le soleil en face de Pascal Bonafoux (Gallimard, coll. « Découvertes Gallimard / Arts » (no 17))
- Le Petit Prince et la Planète de l'Astronome (Gallimard)
- Avenue des géants de Marc Dugain (Gallimard)
- Alcools de Guillaume Apollinaire, avec des illustrations musicales de Karol Beffa (Gallimard)
- Le Trône de fer, le Donjon Rouge, la Bataille des Rois, l'Ombre Maléfique, l'Invincible Forteresse, Intrigues à Port-Réal, l'Epée de Feu, les Noces Pourpres, la Loi du Régicide, le Chaos, les Sables de Dorne, un Festin pour les Corbeaux, le Bûcher d'un Roi, les Dragons de Meereen, une Danse avec les Dragons de George R. R. Martin (Gallimard). Durée totale 233h22minutes, 1274 personnages interprétés.
- Feu et Sang de George R. R. Martin (Gallimard)
- La Mort de près de Maurice Genevoix (Gallimard)
- The Walking Dead (Audioteka)
- Le Dernier Jour d"un Condamné de Victor Hugo (Gallimard) Grand Prix du Livre-audio Classique 2018
- Nouvelles d'Anton Tchekhov
- De l'Amour (nouvelles d'Anton Tchekhov)
- Les Contemplations (Livres 1 à 4) de Victor Hugo
- "Au printemps des monstres" de Philippe Jaenada

### Attractions
- Visite en réalité virtuelle de la Cathédrale Notre-Dame de Paris : le guide